# As I Lay Dying (banda)
As I Lay Dying es una banda estadounidense de metalcore formada en el año 2000 en San Diego, California. El nombre de la banda deriva del libro Mientras agonizo (en inglés As I Lay Dying) del autor William Faulkner. A pesar de que sus integrantes son seguidores de la doctrina cristiana, la banda no toca temas relacionados con sus creencias religiosas y los integrantes han insistido en que no son una banda de culto cristiano. En mayo de 2013 su líder, Tim Lambesis, fue arrestado por el intento de contratar a un sicario para asesinar a su exmujer.  Lambesis fue liberado de prisión en libertad condicional en diciembre de 2016. 
La banda se reformó en 2018 con el lanzamiento de su nueva canción  "My Own Grave", que incluía a todos los miembros  antes de la pausa indefinida.  
Lanzaron su séptimo álbum de estudio, Shaped by Fire, el 20 de septiembre de 2019.

## Historia

### Beneath the Encasing of Ashesy el álbum split (2001-2003)
Después de dejar la banda Society's Finest, donde tocaba la guitarra el vocalista Tim Lambesis, formó As I Lay Dying en 2000. Comenzó como un dúo con el baterista Jordan Mancino, después se reunieron por primera vez como una banda en febrero de 2001, el nombre de la banda fue tomado de la novela del mismo nombre de William Faulkner, aunque no existe una correlación entre la música de la banda y el tema del libro. Tim Lambesis declaró en una entrevista en metalunderground que, "Tenemos la idea del nombre. Yo no diría que existe una correlación en el sentido del libro y el significado de la banda. Nos robaron el nombre a partir de ahí".
La discográfica Pluto Records se interesó y ofreció AILD un contrato de grabación. Un mes después de aceptada la oferta, la banda entró al estudio de grabación para grabar su primer álbum con el nombre Beneath the Encasing of Ashes, que fue lanzado en junio de 2001. La banda se dio cuenta de que era necesario un guitarrista más y un bajista. Mancino comentó que "empecé a ir de gira y nosotros necesitabamos, evidentemente, un mayor número de integrantes de lo que eramos’’. Dado que no tenían "sólidos integrantes", además de los miembros de Tim Lambesis y Jordan Mancino, la banda invitó a sus amigos a tocar con ellos, por lo que la banda sufrió varios cambios en su formación. Noé Chase bajista dejó la banda en 2001, Brandon Hayes y su posterior reemplazo Aaron Kennedy se fue en 2003, poco después de la formación de la banda de Tokio Smash en Tulsa, Oklahoma.

### Frail Words Collapse(2003-2004)

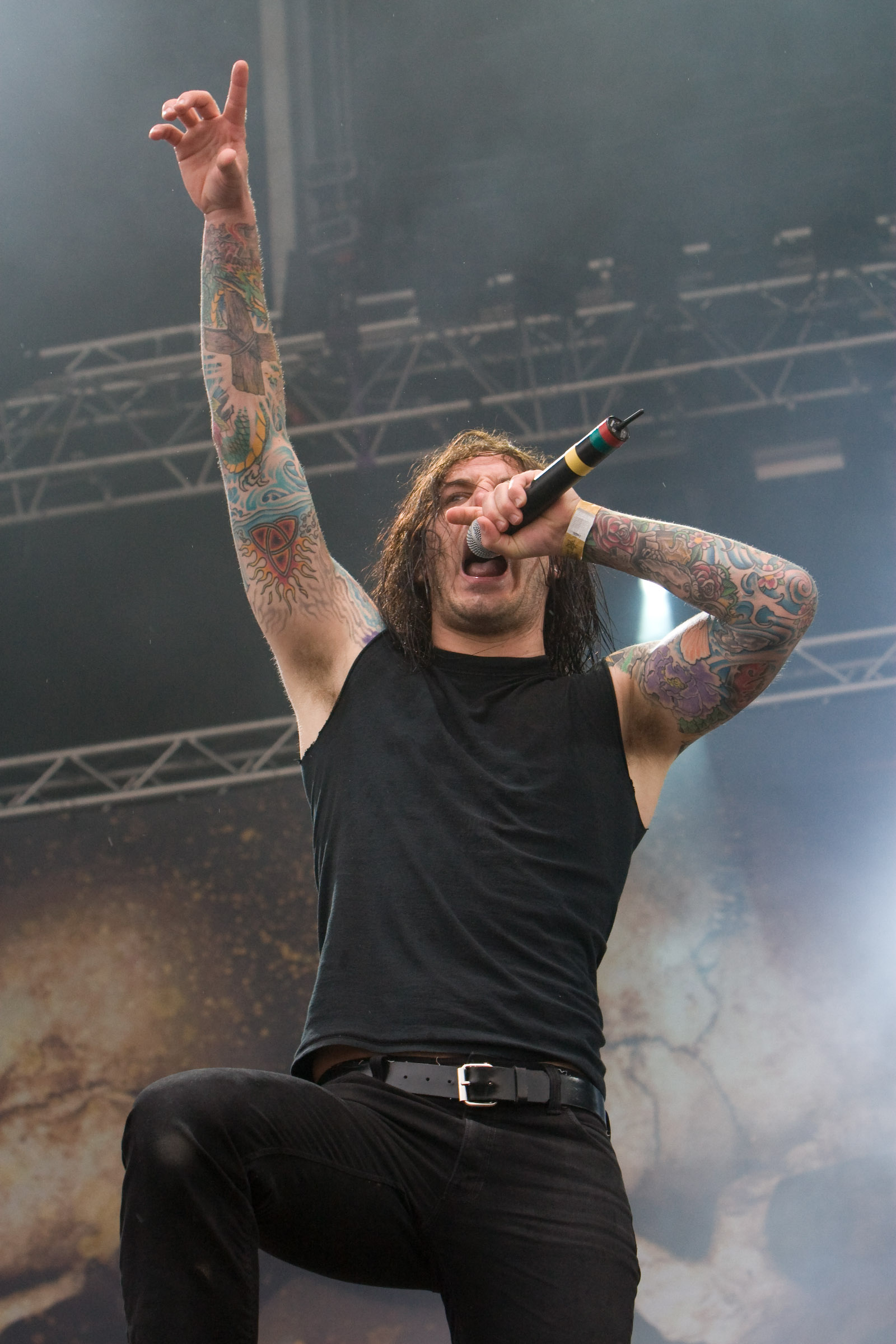
Vocalista líder, Tim Lambesis.

El contrato de As I Lay Dying con Pluto Records había expirado y la banda ya podía buscar otros sellos discográficos. Después de extensas giras y un aumento de la popularidad, Metal Blade Records les ofreció un contrato en marzo de 2003. La banda aceptó la oferta y el titular de Pluto Records, Brian Cobbel, estaba a favor de pasar la banda a Metal Blade. Lambesis comentó "ya hemos estado en la etiqueta, que realmente ha pasado fuera de su mercado de manera de diferente de lo que nos ha comercializado otras bandas en el pasado y nos han empujado realmente como una nueva etiqueta para el sonido."
En julio de 2003, la banda saco su segundo álbum de estudio, Frail Words Collapse. Producido por Lambesis, el álbum alcanzó el número 30 en el Top Discos Independientes, y el número 41 en el Top Heatseekers. Seguido de una gira para promover el álbum con las bandas Himsa, Shadows Fall, The Black Dahlia Murder, Killswitch Engage, In Flames. Los Vídeos musicales de las canciones "94 Hours" y "Forever" Fueron transmitidos por Fuse y en MTV2 Headbanger's Ball.

### Shadows Are Security(2005-2006)
As I Lay Dying entró al estudio de grabación Big Fish en Encinitas, California, en enero de 2005 parar grabar su tercer álbum de estudio. Shadows are Security fue lanzado en junio, y debutó en el número 1 en el Top Discos Independientes. Fue la primera vez que la banda entró en el Billboard 200 en el número 35, y vendió cerca de 275 000 ejemplares. Wade Kergan de Allmusic lo llamó "uno de los más pesados del 2005," y comentó que los nuevos guitarristas Phil Sgrosso y Nick Hipa, hacían la banda "más pesada".  El guitarrista Evan White había dejado la banda por motivos personales después de que su madre falleciera. Todas las voces limpias eran cantadas por Dave Arthur of Kings, ya que sonaba en el estudio un poco más poderoso que Clint Norris. El guitarrista Phil Sgrosso grabó las pistas del bajo en el álbum, para obtener el registro acabado en el momento dado.

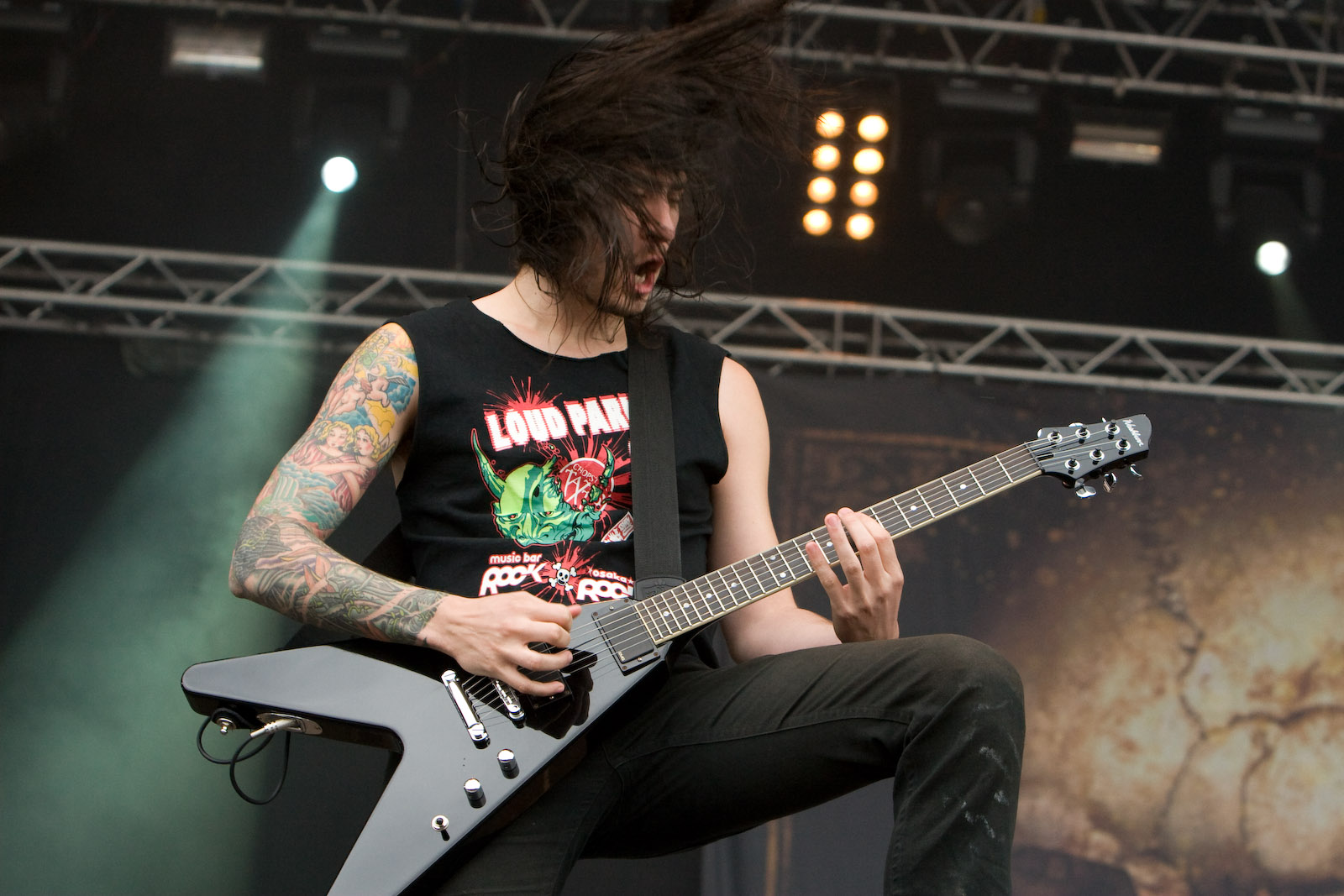
Guitarrista rítmico, Phil Sgrosso

As I Lay Dying comenzó una gira para promover el nuevo disco, haciendo presentaciones en el Hell on Earth, Winter Headline Tour, Ozzfest, y una gira con Slipknot y Unearth. La banda estaba en la segunda etapa, junto con Rob Zombie, Killswitch Engage, Mastodon, It Dies Today. En la tasa de 75.000 dólares de la banda podría haber elegido para llevar a cabo en la etapa Headliners pero rechazó la oferta, ya que pensaba que no vale la pena el dinero.  El grupo elevó su perfil en el año 2006 a través de su espacio de apoyo en el Taste Of Chaos de gira en los EE. UU. junto a bandas como Deftones, Thrice, Dredg, Funeral for a Friend y Story of the Year. En el verano de 2006, As I Lay Dying cierra con el Sounds of the Underground Festival.
En mayo de 2006, Beneath the Encasing of Ashes  y las canciones del split con American Tragedy fueron relanzadas como: A Long March: The First Recordings a través de Metal Blade Records. El relanzamiento alcanzó el número 3 en el Top Discos Independientes, y 129 en el Billboard 200. El bajista Clint Norris dejó la banda en buenos términos en noviembre de 2006 con el deseo de centrarse en su matrimonio. La banda audicionó diez bajistas, aunque sin éxito. Lambesis había recibido cintas demo de una banda llamada This Endearing, con el bajista Josh Gilbert. Lambesis quería "formar parte de él" y esperar a que la banda para grabar más material. Sin embargo, This Endearing se separó y Gilbert fue reclutado como nuevo bajista.

### An Ocean Between Us(2007-2009)
En 2007, As I Lay Dying comenzó a grabar un nuevo álbum titulado An Ocean Between Us, que fue puesto en venta el 21 de agosto de 2007. Debutando en el número 8 en el Billboard 200 y número 1 en el Top Rock gráfico con la primera semana de ventas de 39.000, el álbum fue el más alto de cartas de ventas de la banda. Coproducido por el guitarrista de Killswitch Engage Adam Dutkiewicz, y mezclado por Colin Richardson, el álbum recibió críticas generalmente positivas. Christa L. Titus de Billboard comentó: "Independientemente de las diferencias entre AS I LAY DYING personal cuáles son sus deseos y la demanda de los fans, este álbum seguramente actúa como un puente ", alabando la canción" Confort Betrays "para su solo de guitarra.  Scott Alisoglu de Blabbermouth.net describe el álbum como" un bien redondeadas y con frecuencia thrash y metalcore álbum, ya que la banda ha logrado un equilibrio eficaz entre la agresión melodías y accesible. " Thom Jurek de allmusic elogió la banda musical para ampliar su gama con la inclusión de coros y melódica voz limpia, como se había hecho en Confined de Shadows are Security. Este álbum se argumenta por parte de algunos de ser más de un thrash y heavy metal, disco, y menos de un álbum de metalcore Frail Words Collapse y Shadows are Security, aunque algunos elementos de metalcore todavía brillan a través de. Es el primer álbum con el bajista Josh Gilbert..
Para promocionar el álbum, As I Lay Dying realizó una recital en el Warped Tour 2007 en agosto, y una gira por Europa en septiembre con Darkest Hour, Himsa, y Maroon. La banda fue premiada con el "Ultimate metal God" por la MTV2 "All That Rocks",  y fue nominado para un premio Grammy en la categoría de " Best Metal Performance " por la canción "Nothing Left". Otros nominados incluyen Slayer (que ganó el premio), King Diamond, Machine Head, y Shadows Fall. Que desempeñaban algunos de los Warped Tour 2008, así como the Taste of Chaos Tour 2008.

### This is Who We AreyThe Powerless Rise(2009-2011)
El 9 de abril de 2009, su DVD titulado " This Is Who We Are " fue lanzado en los Estados Unidos. El 14 de abril de 2009, el DVD fue lanzado en Europa.
As I Lay Dying escribió como 6 o 7 canciones hacia el 28 de septiembre de 2009 para su nuevo álbum, y entró a estudio para comenzar a grabar a mediados de octubre. El 23 de noviembre de 2009, Josh Gilbert anunció a través de Twitter que la mitad del disco estaba grabado. El disco se tituló The Powerless Rise y la fecha de lanzamiento del disco fue el 11 de mayo de 2010.

### Decas(2011-2012)
El 8 de noviembre de 2011, As I Lay Dying lanzó el álbum titulado "Decas" por motivo de los diez años de la banda. Este disco incluye tres nuevas canciones, cuatro covers, una canción regrabada y cuatro re-mix. Además a través de iTunes se puede descargar el remix de la canción "Upside Down Kingdom".

### Awakened(2012-2016)
En enero de 2012, As I Lay Dying entró en el estudio con el productor Bill Stevenson (NOFX, Rise Against, Anti Flag) y comenzó a trabajar en el material de su sexto álbum.
El 25 de enero, se anunció que se presentará el Mayhem Festival 2012 con Slipknot, Slayer, Motörhead, Anthrax, The Devil Wears Prada, Asking Alexandria, Whitechapel, Upon A Burning Body, I The Breather, Betraying the Martyrs y Dirtfedd.
El 22 de junio, la banda anunció en el Metal Blade Records sitio web que su sexto álbum se titulará "Awakened" y está listo para el lanzamiento el 25 de septiembre. El primer sencillo del álbum, "Cauterize", fue lanzado el 25 de junio. Fue puesto a disposición en el sitio web de la banda como una descarga gratuita durante 24 horas y luego puede adquirirse el día después.
La banda entró en una pausa indefinida en 2014 cuando Lambesis fue encarcelado y condenado a seis años de prisión por contratar a un sicario para matar a su exmujer. Los miembros restantes formaron una nueva banda con el cantante de la banda Oh, Sleeper, Shane Blay, el resultado de esta unión es la banda llamada Wovenwar.[cita requerida]
En 2016, Mancino hizo una entrevista discutiendo principalmente Wovenwar, pero también habló de As lay Dying. [6] Él declaró que, contrariamente a la creencia popular, que Hipa, Sgrosso y Gilbert son todavía técnicamente una parte de As I Lay Dying debido a su contrato de grabación.

### Liberación  de Lambesis y futuro de la banda (2016-presente)
Lambesis fue liberado de prisión en libertad condicional en diciembre de 2016.   En el día del padre 2017, la página de Facebook de la banda hizo una publicación con solo una palabra, "Activity", posiblemente indicando que la banda podría estar regresando. [55] El 2 de septiembre de 2017, Metal Injection informó que Tim Lambesis estaba trabajando en música nueva y planeaba lanzarla bajo el nombre de As I Lay Dying, asumiendo que ninguno de los miembros anteriores volverá, incluido Mancino, lo que convertiría a Lambesis en el único miembro restante de la banda desde su formación en 2000.
Sin embargo, el 8 de junio de 2018, la banda lanzó  un nuevo videoclip musical de su nueva canción  "My Own Grave"  donde se aprecia el regreso de la  alineación clásica de la banda con todos sus integrantes.

### Tours y  Shaped by fire (2019-presente)
El 12 de abril de 2019, la banda lanzó un video musical para Redefined, que incluyó una aparición especial del líder de August Burns Red, Jake Luhrs.
El 14 de abril de 2019, la banda anunció la gira "Shaped by Fire" de Europa con el apoyo de Chelsea Grin, Unearth y Fit for a King, que se extenderá desde septiembre de 2019 y concluirá en octubre. [78] [79] El 15 de julio de 2019, la banda anunció las fechas norteamericanas de la gira "Shaped by Fire" con el apoyo directo de After the Burial y Emmure, que comenzarán el 15 de noviembre en House of Blues en Las Vegas y concluirán el 14 de diciembre con un espectáculo de la ciudad natal en el Soma San Diego. 
Los detalles de su próximo álbum, Shaped by Fire, se filtraron a través del sitio web europeo de Nuclear Blast con una fecha de lanzamiento prevista para el 20 de septiembre de 2019.  El 9 de agosto de 2019, la banda anunció oficialmente que su primer álbum en siete años, Shaped by Fire, se lanzaría a través de Nuclear Blast Records, junto con el lanzamiento de la canción principal del álbum.

## Estilo musical e influencias
As I Lay Dying es considerada una banda prominente de metalcore La banda también se conoce como metal cristiano, hardcore cristiano, thrash metal  y death metal melódico. La música de I Lay Dying usa muchos elementos del death metal melódico. En una revisión de Beneath the Encasing of Ashes, Bradley Torreano de AllMusic describió el sonido de la banda como una mezcla de heavy metal, hardcore y grindcore. El escritor de heavy metal Garry Sharpe-Young describió a la banda como un "acto cristiano incondicional que emplea la voz de Grind del cantante Tim Lambesis y un toque distintivo de la guitarra escandinava" Como las influencias de I Lay Dying incluyen In Flames, Living Sacrifice, Iron Maiden, Slayer, At the Gates, Pantera, Megadeth, Fear Factory, Cannibal Corpse, Shai Hulud, Dark Tranquility, Metallica, Judas Priest y Earth Crisis. Entre sus influencias "no metal" Phil Sgrosso y Jordan Mancino destacan a Thin Lizzy, Pink Floyd y The Smashing Pumpkins

## Controversia

### Visión religiosa
En 2014, el antiguo líder de la banda Tim Lambesis declaró que aunque As I Lay Dying se dio a conocer como banda cristiana, en realidad él y otros miembros de la banda se volvieron ateos desde hace mucho tiempo. Dijo no haberlo admitido públicamente por temor a que bajaran las ventas de sus discos, y expresó que en su opinión, de todas las llamadas bandas cristianas de metal que ha conocido, solo una de cada diez es verdaderamente cristiana.

## Miembros de la banda

### Miembros actuales
- Tim Lambesis - Voz líder, teclados (2000-2014, 2017-presente), guitarras (2000-2001, 2017-2018, 2020-2022), bajo (2000-2001, 2017-2018), batería, percusión (2017-2018)

### Miembros antiguos
- Jeremy Rojas - Guitarra rítmica (2001)
- Noah Chase - Bajo (2001)
- Evan White - Guitarra líder (2001-2003), guitarra rítmica (2001), bajo (2001-2003)
- Tommy García- Guitarra rítmica, bajo, coros (2001-2003)
- Brandon Hays- Bajo, guitarra rítmica, guitarra líder (2001-2003)
- Jasun Krebs - Guitarra rítmica (2003)
- Aaron Kennedy - Bajo (2003)
- Clint Norriss - Bajo, voz (2003-2006)
- Nick Hipa - Guitarra líder, coros (2003-2014, 2018-2020)
- Josh Gilbert - Bajo, voz (2006-2014, 2018-2022)
- Jordan Mancino - Batería, percusión (2000-2014, 2018-2022)
- Nick Pierce - Batería, percusión (2022-2024)
- Ryan Neff - Bajo, voz (2022-2024)
- Ken Susi - Guitarra líder (2022-2024)
- Phil Sgrosso - Guitarra rítmica, teclados, coros (2003-2014, 2018-presente), guitarra líder (2020-2022)

## Discografía

### Álbumes
| Fecha De Lanzamiento     | Título                        | Discográfica  | Billboard 200 peak |
| 12 de junio de 2001      | Beneath the Encasing of Ashes | Pluto         | -                  |
| 1 de julio de 2003       | Frail Words Collapse          | Metal Blade   | #30 (Independent)  |
| 14 de junio de 2005      | Shadows Are Security          | Metal Blade   | #35                |
| 21 de agosto de 2007     | An Ocean Between Us           | Metal Blade   | #8                 |
| 11 de mayo de 2010       | The Powerless Rise            | Metal Blade   | #10                |
| 25 de septiembre de 2012 | Awakened                      | Metal Blade   |                    |
| 20 de septiembre de 2019 | Shaped by Fire                | Nuclear Blast |                    |
| 15 de noviembre de 2024  | Through Storms Ahead          | Napalm        |                    |

## DVD
| Fecha de lanzamiento | Título             | Sello       |
| 14 de abril de 2009  | This Is Who We Are | Metal Blade |